# David Fjäll
Carl Johan Dawid "David" Fjäll, född 1 september 1974 i Eritrea, är en svensk programledare och sportjournalist. 
Fjäll, som är uppvuxen i Sigtuna, har ett förflutet på reklambyrån King. Han började sin tv-karriär på MediTV och sedan Fan-TV och blev känd för den mest inbitna fotbollspubliken som programledare för webb-TV-programmen 08 Fotboll, Eurotalk, Fotbollsmorgon, Matchpuls samt diverse AIK-relaterade program på svenskafans.com. Dessa program har han lett sedan januari 2006.

## Karriär

### SVT
Fjäll arbetade på SVT under åren 2007–2019.
Han kom till SVT inför hockeysäsongen 2007/2008 som programledare för Euro Hockey Tour-sändningarna. Därefter har han varit programledare för ishockeysändningarna Tre Kronor Live i samma kanal, med Niklas Wikegård som bisittare och expertkommentator. Fjäll hade även en reportageserie, Fotbollsfjäll, på SVT:s webbsida som hade premiär 10 oktober 2008. Utanför fotboll- och ishockeysammanhang har han arbetat som reporter i Vasaloppets spår 2009.
Under Confederations Cup i Sydafrika sommaren 2009 var han reporter. Hösten 2009 började han leda Lilla Sportspegeln. Vintern 2009/2010 var han programledare för sändningarna från Junior-VM i ishockey i SVT24 med Mikael Renberg som expertkommentator vid hans sida. David Fjäll är även programledare för SVT:s sändning från damernas och herrarnas SM-final i handboll i maj 2010.
Under Fotbolls-VM i Brasilien 2014 var David Fjäll studioankare i SVT:s sändningar.
Under 2015 berättade han om en upplevd avundsjuka och rasism på SVT-sporten under en längre tid.
Utöver sportrelaterade program har Fjäll även varit programledare för SVT-programmet "Friktion" som hade premiär i april 2016. Programmet behandlar utrikespolitiska frågor och första säsongen hade tio program, där varje avsnitt tog upp ett specifikt utrikespolitiskt fenomen.
Fjäll är en av programledarna i det digitala morgonprogrammet Fotbollsmorgon.

### Andra uppdrag
Våren 2015 började David Fjäll leda ett golfstudioprogram på FanTV kallat FanTV Golfing med bevakning av de största golftourerna i USA och Europa både på dam- och herrsidan.